# إيموه إزيكييل
إيموه إزيكييل (بالفرنسية: Imoh Ezekiel) (مواليد 24 أكتوبر 1993) هو لاعب كرة قدم نيجيري دولي يلعب كمهاجم .

## المسيرة الرياضية مع الأندية
انضم إلى ستاندارد لييج في يناير 2013 ولعب أولى مبارياته في 19 فبراير 2012 عندما دخل بديلا في الدقيقة 85 في الخسارة 4-2 من زولته فاريجيم. في 2 يوليو 2013 تم منح إزيكييل عقدًا محسّنًا سيبقيه في النادي حتى عام 2017. في 31 يوليو 2014 انتقل إزيكييل إلى العربي في دوري نجوم قطر مقابل حوالي 8 مليون يورو.

## المسيرة الرياضية مع المنتخب
تلقى أول استدعاء لمنتخب نيجيريا في فبراير 2014. لعب إزيكييل مباراته الدولية الأولى في 6 مارس في التعادل 0-0 مع المكسيك في مباراة ودية بعد أن جاء كبديل في الشوط الثاني لفيكتور موسيس.
تم اختياره من قبل نيجيريا لتشكيلة فريقه المؤلفة من 35 لاعبا في دورة الألعاب الأولمبية الصيفية 2016.

## إحصائيات

### الأندية
آخر تحديث 23 ديسمبر 2015.
| النادي                | الموسم        | الدوري                  | الدوري    | الدوري  | الكأس     | الكأس   | أوروبا    | أوروبا  | المجموع   | المجموع |
| النادي                | الموسم        | الدرجة                  | المباريات | الأهداف | المباريات | الأهداف | المباريات | الأهداف | المباريات | الأهداف |
| --------------------- | ------------- | ----------------------- | --------- | ------- | --------- | ------- | --------- | ------- | --------- | ------- |
| ستاندارد لييج         | 2011–12       | الدوري البلجيكي الممتاز | 7         | 1       | 0         | 0       | 0         | 0       | 7         | 1       |
| ستاندارد لييج         | 2012–13       | الدوري البلجيكي الممتاز | 33        | 16      | 1         | 0       | 0         | 0       | 34        | 16      |
| ستاندارد لييج         | 2013–14       | الدوري البلجيكي الممتاز | 39        | 12      | 2         | 1       | 7         | 2       | 48        | 15      |
| العربي                | 2014–15       | دوري نجوم قطر           | 14        | 6       | 0         | 0       | 0         | 0       | 14        | 6       |
| رويال أندرلخت (إعارة) | 2015–16       | الدوري البلجيكي الممتاز | 17        | 1       | 2         | 1       | 6         | 1       | 25        | 3       |
| المجموع الكلي         | المجموع الكلي | المجموع الكلي           | 110       | 37      | 5         | 2       | 13        | 3       | 128       | 42      |